# 2. konjeniški polk (Italija)
2. konjeniški polk Piemonte Cavalleria (izvirno italijansko 2º Reggimento di Cavalleria di linea) je konjeniški polk (Kraljeve sardinske in Kraljeve) Italijanske kopenske vojske.